# Достик (Мартуцький район)
Дости́к (каз. Достық) — село у складі Мартуцького району Актюбінської області Казахстану. Входить до складу Аккудицького сільського округу.
Населення — 317 осіб (2021; 479 у 2009, 589 у 1999, 549 у 1989).
До 2016 року село називалось Віренка.